# WinCo Foods
WinCo Foods, Inc. er en amerikansk supermarkedskæde med hovedkvarter i Boise, Idaho. De har 138 butikker i Arizona, Californien, Idaho, Montana, Nevada, Oklahoma, Oregon, Texas, Utah og Washington. Virksomheden blev etableret i 1967. De har 20.000 ansatte og omsætter for 8 mia. US $.